# Franco Sala
Franco Sala (Arcore, 6 febbraio 1932) è un ex calciatore italiano, di ruolo attaccante.

## Carriera
Dopo gli esordi con la Falck Arcore, ha giocato con la Pro Patria 6 partite nella stagione 1955-1956 in Serie A, ed altre 14 partite nella stagione successiva in Serie B.